# Sarai Aquil
Sarai Aquil es un pueblo y nagar Panchayat situado en el distrito de Kaushambi en el estado de Uttar Pradesh (India). Su población es de 19538 habitantes (2011). 

## Demografía
Según el censo de 2011 la población de Sarai Aquil era de 19538 habitantes, de los cuales 8925 eran hombres y 8011 eran mujeres. Sarai Aquil tiene una tasa media de alfabetización del 69,51%, superior a la media estatal del 67,68%: la alfabetización masculina es del 76,56%, y la alfabetización femenina del 61,49%.